# Hyparrhenia dybowskii
Hyparrhenia dybowskii är en gräsart som först beskrevs av Adrien René Franchet, och fick sitt nu gällande namn av Guy Edouard Roberty. Hyparrhenia dybowskii ingår i släktet Hyparrhenia och familjen gräs. Inga underarter finns listade i Catalogue of Life.